# Mitch Jacoby
Mitchel Ray "Mitch" Jacoby, född 8 december 1973 i Port Washington i Wisconsin, är en amerikansk utövare av amerikansk fotboll (tight end). I NFL företrädde han St. Louis Rams säsongerna 1997–1998 och Kansas City Chiefs  1999. Han spelade collegefotboll för Northern Illinois Huskies och draftades till NFL 1997.